# WatZatSong
WatZatSong (стилизован как WatZat♫Song?) — американо-французский музыкальный сайт для идентификации песен, созданный французскими программистами Рафаэлем Арбузом и Тибо Ванхалле в 2006 году.

## История
Концепция веб-сайта была предложена в 2005 году Рафаэлем Арбузом и Тибо Ванюлем после того, как они обнаружили интерес к онлайн-музыкальным викторинам. Во время викторины они оба услышали песню, которую даже не помнили. Ванхалле пришла в голову идея создать веб-сайт, на котором можно было напеть мелодию и узнать информацию о песне. Арбуз поддержал эту идею, и в 2005—2006 годах они начали раннее программирование и создание веб-сайта. К ним также присоединился один из одноклассников Арбуза, Эрезу Абиттану.
Арбуз отметил, что при разработке сайта самым сложным моментом было создание Java-апплета для системы аудиозаписи. Ни Арбуз, ни Ванхалле не приобрели Flash-сервер у Adobe, который использует более простые технологии создания системы записи, что усложнило разработку функционального программного обеспечения для записи.
WatZatSong начал свою работу в 2006 году после создания функционирующей системы записи. Веб-сайт стал привлекать внимание только в 2010-х годах, когда энтузиасты использовали эту платформу, чтобы найти и прослушать песни, которыми делятся пользователи. Самый известный пример — так называемая «Самая загадочная песня в Интернете», которая стала одним из основных факторов популярности сайта в 2010-е годы. WatZatSong в среднем посещает 800 тысяч человек в месяц, он занимает 1336-е место по посещаемости в музыкальной категории по состоянию на 2024 год.
В 2018 году компания BIG MAGE EOOD опубликовала мобильное приложение для WatZatSong. Приложение следует той же концепции, что и основной веб-сайт, хотя его интерфейс существенно изменен. Последний раз приложение обновлялось в 2021 году.
За всю историю WatZatSong веб-сайт стал местом для лоствейв-песен. Ярким примером является песня «Ulterior Motives», загруженная на сайт в 2021 году пользователем по ником carl92.